# ペティナ・ガッパ
ペティナ・ガッパ（Petina Gappah (1971年 - )は、ザンビアの法律家、作家。

## 経歴
1971年、父の赴任先であるザンビアで生まれ、まもなくジンバブエ（当時はローデシア）に帰国。
ジンバブエ大学で法律を学び、オーストリアのグラーツ大学、イギリスのケンブリッジ大学に留学。国際商取引法の博士号を取得。1998年よりジュネーブの世界貿易機関に勤務。
2009年、短篇集『イースタリーのエレジー』でデビュー。同作で「ガーディアン」紙のファーストブック賞を受賞、またフランク・オコナー国際短篇賞の最終候補となり、一躍注目を集める。
2010年、ジンバブエに帰国。

## 邦訳作品
- 『イースタリーのエレジー』小川高義 訳、新潮社、新潮クレスト・ブックス、2013年6月

## 作品
- An Elegy for Easterly, 2009[要出典]
- The Book of Memory, 2015[要出典]
- Rotten Row, 2016[要出典]
- Out of Darkness, Shining Light, 2019[要出典]